# Anticastrismo

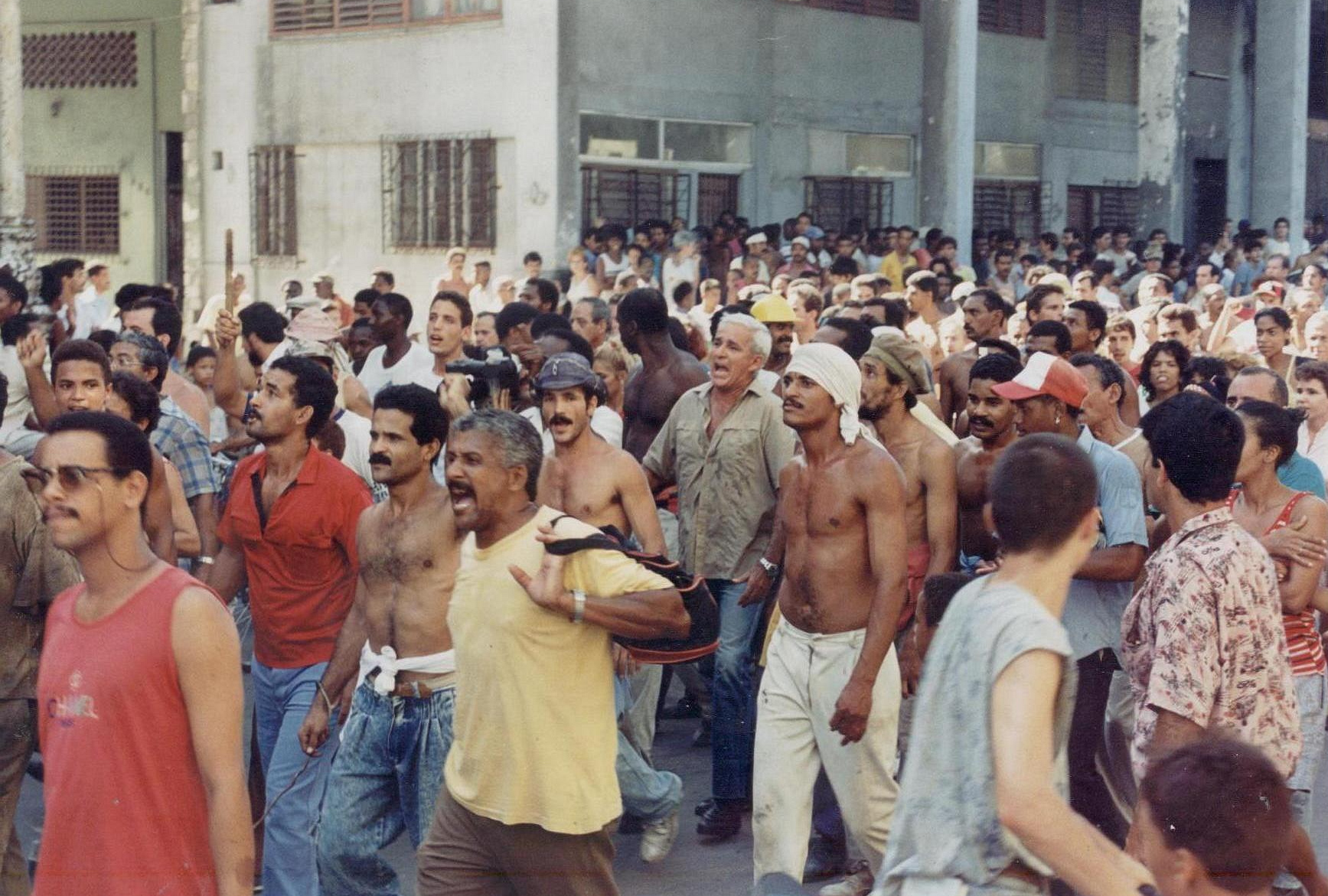
Maleconazo.

Anticastrismo es una corriente político-ideológica  que nace del anticomunismo y se basa en la oposición al sistema político introducido en 1959 por Fidel Castro en Cuba, tras la Revolución Cubana. Sus oponentes son llamados "anti-Castro", o se autoproclaman anticastristas. Los partidarios del sistema cubano suelen llamar despectivamente a los anticastristas "gusanos de Miami" (ya que allí se encuentra la mayor concentración de emigrados cubanos autodeclarados anticastristas),

## Representantes destacados

### Históricos
- Jorge Mas Canosa (1939-1997): supuesto agente de la CIA, político y empresario contrarrevolucionario. Fundador y presidente hasta su fallecimiento de la Fundación Nacional Cubano Americana, fue acusado de ser un agente encubierto de la CIA,[2] y de haber cometido crímenes tales como tráfico de drogas y armas,[2] y ayudar a la fuga del terrorista y espía de la CIA Luis Posada Carriles de una cárcel de máxima seguridad en Venezuela (donde este último cumplía condena por ser autor intelectual del atentado del Vuelo 455 de Cubana, donde murieron 73 personas),[3] y de financiar los atentados en La Habana de 1997,[4] perpetrados también por Posada Carriles.

- Félix Ismael Rodríguez (1941): agente de la CIA, y contrarrevolucionario, famoso por haber participado en la Invasión de bahía de Cochinos.

- Rolando Masferrer (1918-1975): Ferviente opositor a la dictadura de Fulgencio Batista, volviéndose al poco tiempo un acérrimo defensor de la misma. Vivió de extorsionar a personas a cambio de "protección" y comandó escuadrones de la muerte responsables de miles de asesinatos durante la dictadura de Batista. Huyó a Estados Unidos en 1959 mientras era juzgado por sus crímenes, y desde su mansión en Miami planeó, junto a la CIA, ataques terroristas contra Cuba e intentos de asesinato de Fidel Castro.

- Luis Posada Carriles (1928-2018): contrarrevolucionario y terrorista, uno de los principales autores del Atentado al vuelo 455 de Cubana de Aviación, entre otros atentados y asesinatos apoyados y/o financiados por la CIA y Jorge Mas Canosa, y cometidos por Posada Carriles.[4]

- Orlando Bosch Ávila (1926-2011): contrarrevolucionario y terrorista; uno de los principales autores del Atentado al vuelo 455 de Cubana de Aviación.

- Huber Matos (1919-2014): excomandante de la Revolución Cubana; perteneció a la guerrilla del M-26-7 en la Sierra Maestra. En contra del giro socialista que tomó la revolución, intentó sublevar a sus tropas en la Provincia de Camagüey, por lo que fue arrestado y condenado a 25 años de prisión. Liberado en 1979, marchó al exilio en EE. UU., desde donde continuó su oposición.

- Eloy Gutiérrez Menoyo (1934-2012): Excomandante de la Revolución Cubana; de manera autónoma estuvo al mando de las operaciones en la sierra del Escambray. En contra del giro socialista que tomó la revolución, se enfrentó directamente con el Che Guevara y Raúl Castro. Dirigió las operaciones militares de la organización anticastrista con sede en Miami Alpha 66, con la cual regresó a Cuba, donde fue apresado y condenado a 30 años de prisión. Fue liberado en 1986 y siete años más tarde fundó Cambio Cubano, movimiento político que proclama un diálogo entre el gobierno de la isla y sus opositores internos y en el exterior. Vivió en Cuba entre 2003 y hasta su fallecimiento en 2012.

- Armando Valladares (1937-): contrarrevolucionario. Trabajó como escritor y ex embajador de Estados Unidos.

- Carlos Alberto Montaner (1943-2023): periodista, escritor y político cubano.

- Brigada de Asalto 2506: Grupo paramilitar equipado por la CIA y formado en 1960 para intentar derrocar a la Revolución Cucbana, y que funcionó como fuerza de choque en el desembarco de Bahía de Cochinos.

- Alpha 66: organización paramilitar contrarrevolucionaria.

- Omega 7: organización paramilitar contrarrevolucionaria.

- Comandos F-4: organización paramilitar contrarrevolucionaria.

### Actuales
- Oswaldo Payá (1952-2012): disidente.
- Guillermo Fariñas (1962-): disidente.
- Vladimiro Roca (1942-2023): disidente.
- José Daniel Ferrer (1970-): disidente.
- Yoani Sánchez (1975-): ciberdisidente.